# Decazeville
Decazeville je francouzská obec, ležící v departmentu Aveyron v regionu Midi-Pyrénées.

## Poloha
Obec má rozlohu 22,78 km². Nejvyšší bod je položený 454 m n. m. a nejnižší bod 163 m n. m.

## Historie
V místě obce se nacházejí uhelné doly, které produkovaly uhlí od 16. století. Král Ludvík XIV. a jeho nástupci darovali tyto doly svým milenkám. V 19. století se dostaly do vlastnictví vévody z Decasez, který zde s pomocí technika jménem Cabrol, založil Houillères et Fonderies de l'Aveyron (Uhelné doly a slévárny Aveyronu), ty se rozvinuly do malé vesnice.
Za vlády Napoleona III. získala vesnice jméno Decasezville (podle zakladatele). Byla zde také vztyčena socha vévody Decaseze oblečeného v římské tóze.

## Zajímavosti
V obci se nachází geologické muzeum zaměřené na uhelné vrstvy. Návštěvníkům je přístupný povrchový důl La Découverte.
Místní kostel vlastní obraz od malíŕe Gustava Moreaua.

## Sesterské obce
- Utrillas, Španělsko
- Coazze, Itálie